# Agonglô
Agonglô foi o oitavo rei do Daomé .

## Biografia
Agonglô sucedeu seu pai Penglá no trono do Daomé, reinando de 1789 a 1797 . Seu governo foi marcado por grandes reformas, que o tornaram popular entre os súditos, como a redução de impostos sobre o comércio de Uidá e um melhor tratamento aos escravos .
Seus símbolos eram um abacaxi e uma espada e o lema de seu reinado foi "Eu sou o abacaxi, contra quem o raio é impotente" . Alguns, como Barthélemy Adoukonou , sugerem que Agonglô teria sido assassinado porque teria intenção de converter-se ao Catolicismo.
Agonglô também é conhecido por ser o primeiro dos reis daomeanos a se casar com uma mulher de ascendência européia, a afro-holandesa Sophie . Seu filho Adanuzam o sucedeu no trono do Daomé.

## Nota
- Este artigo foi inicialmente traduzido, total ou parcialmente, do artigo da Wikipédia em francês cujo título é «Agonglo», especificamente desta versão.